# Albrecht Nagel
Albrecht Eduard Nagel (* 14. Juni 1833 in Danzig; † 22. Juli 1895 in Tübingen) war ein deutscher Augenheilkundler und Hochschullehrer.

## Leben
Nagel, Sohn eines Schulrektors, studierte an den Universitäten von Königsberg und Berlin. Dort war er insbesondere Schüler von Hermann von Helmholtz und Albrecht von Graefe. Bei Graefe wurde er 1855 mit der Dissertation Obersavationes quaedam ophthalmoscopiae zum Dr. med. promoviert. Zunächst war er als praktischer Arzt in Danzig tätig und gründete 1855, gemeinsam mit Moritz Schneller die erste Augenklinik in Danzig, ging 1859 zu weiteren Studien nach Utrecht, England und Schottland und gründete 1862 eine Landpraxis in Ostpreußen.
Nagel habilitierte sich 1864 und erhielt einen Lehrauftrag an der Universität Tübingen. Zudem gründete er in Tübingen eine Privatklinik. 1867 erhielt er einen Ruf als außerordentlicher Professor der Ophthalmologie an die medizinische Fakultät der Tübinger Universität. 1874 erfolgte seine Beförderung zum ordentlichen Professor dieses Fachs. Daneben wurde er bei deren Gründung 1875 erster Direktor der Universitäts-Augenklinik Tübingen.
Nagel gab ab 1872 die Jahresberichte über die Leistungen und Fortschritte im Gebiete der Ophthalmologie und ab 1881 die Mittheilungen aus der ophthalmologischen Klinik in Tübingen heraus.
Am 23. Januar 1888 wurde Albrecht Nagel unter der Matrikel-Nr. 2717 als Mitglied in die Deutsche Akademie der Naturforscher Leopoldina aufgenommen.
Der Sinnesphysiologe Wilibald A. Nagel war sein Sohn.

## Werke (Auswahl)
- Observationes quaedam ophthalmoscopicae. Dissertatio inauguralis medica quam consensu et auctotritate gratiosi medicorum ordinis in alma litterarum Universitate Friderica Guilelma ut summi in medicina et chirurgia honores. Berolini 1855 (archive.org).
- Das Sehen mit zwei Augen und die Lehre von den identischen Netzhautstellen. Winter, Leipzig 1861 (archive.org).
- Die Refractions- und Accommodations-Anomalien des Auges. Laupp, Tübingen 1866 (archive.org).
- Der Farbensinn, Lüderitz, Berlin 1869.
- Die Reform des ophthalmologischen Universitäts-Unterrichts. Laupp, Tübingen 1870.
- Die Behandlung der Amaurosen und Amblyopieen mit Strychnin. Laupp, Tübingen 1871 (archive.org).
- Die Vorbildung zum medicinischen Studium und die Frage der Schulreform. Tübingen 1890.